# Rychlé pohyby očí (film)
Rychlé pohyby očí je český romantický psychologický film z roku 1998 režiséra Radima Špačka.

## Děj filmu
Hlavní hrdina filmu Poppy vypráví svůj životní příběh po své dokonané sebevraždě. Celý život má pocity marnosti. V psychiatrické léčebně se zamiluje do zdravotní sestry Akji. Touto zamilovaností částečně zahání zlé myšlenky. Nemá ponětí o realitě. Není si jistý, jestli je Akja vůbec skutečná. 

## Obsazení
- Zdeněk Čížek jako Poppy
- Tereza Pánková jako Akja
- Michal Benovič jako tanečník
- Martin Dohnal jako primář
- Zuzana Stivínová jako známá
- Tomáš Liška a Štěpán Žežula jako patologové
- Dáša Lálová jako dívka
- John Bok jako ajznboňák
- Jan Hrstka jako Junkie

## Lokace
Točilo se v Želivském klášteře, kde byla ve 20. století psychiatrická nemocnice.

## Ocenění
V roce 1998 snímek obdržel cenu Plyšový lev za nejhorší film roku. Cena byla udělována na předávání cen Český lev.